# Kirchdorf (Basse-Bavière)
Kirchdorf est une commune de Bavière (Allemagne), située dans l'arrondissement de Kelheim, dans le district de Basse-Bavière.